# Bradwell Waterside
Bradwell Waterside – przysiółek w Anglii, w Esseksie. Leży 28.4 km od miasta Chelmsford i 72.1 km od Londynu. Bradwell Quay jest wspomniana w Domesday Book (1086) jako Hacflet.